# Aphanotriccus
Aphanotriccus – rodzaj ptaków z podrodziny wodopławików (Fluvicolinae) w rodzinie tyrankowatych (Tyrannidae).

## Zasięg występowania
Rodzaj obejmuje gatunki występujące w Ameryce Południowej i Środkowej.

## Morfologia
Długość ciała 12–13,5 cm; masa ciała około 11 g.

## Systematyka

### Etymologia
- Aphanotriccus: gr. αφανης aphanes „niewidoczny, mało znany”, od negatywnego przedrostka α- a-; φαινω phainō „pokazywać”; τρικκος trikkos – niezidentyfikowany, mały ptak. W ornitologii triccus oznacza ptaka z rodziny tyrankowatych[5].
- Lathrotriccus: gr. λαθριος lathrios „sekret, tajemnica”; τρικκος trikkos – niezidentyfikowany, mały ptak[6]. Gatunek typowy: Empidochanes euleri Cabanis, 1868.

### Podział systematyczny
Do rodzaju należą następujące gatunki:
- Aphanotriccus euleri (Cabanis, 1868) – tyranula brązowawa
- Aphanotriccus griseipectus (Lawrence, 1869) – tyranula szaropierśna
- Aphanotriccus capitalis (Salvin, 1865) – tyranula białogardła
- Aphanotriccus audax (Nelson, 1912) – tyranula czarnodzioba